# Джон Вільям Вотсон Стефенс
Джон Вільям Вотсон Стефенс (англ. John William Watson Stephens; 2 березня 1865, Феррісайд, Кармартеншир, Уельс — 17 травня 1946,) — британський паразитолог і фахівець з тропічних хвороб.

## Біографія
Був другим із трьох синів Джона Стефенса, адвоката та його дружини Марти. Після закінчення Кріст-коледжу (Брекон), а потім Далвіч-коледжу, Стефенс опанував курс у 1884 році в коледжі Гонвілля та Кайусі, Кембридж, ставши бакалавром мистецтв (B.A.) у 1887 році. Здобув вищу медичну освіту в лікарні святого Варфоломія, отримавши там ступінь бакалавра медицини та хірургії (MB BCh) у 1893 році, доктора системи охорони здоров'я (Dr.P.H.) — у 1894 році.
У 1885—1886 роках вивчав патологію і бактеріологію у сера Тревора Лоуренса в лікарні святого Варфоломея, а в 1897 році продовжив вивчати патологію в Кембриджському університеті у Джона Лукаса Уокера. Надалі він став у 1897 році помічником Головного бактеріолога уряду Індії. У 1898—1902 рр. він був членом комісії з питань малярії Лондонського Королівського товариства в Африці та Індії.
У Школі тропічної медицини в Ліверпулі він викладав з 1903 по 1913 рік на кафедрі тропічної медицини, а з 1913 по 1928 рік як наступник сера Рональда Росса на посаді професора тропічної медицини. 
Стефенс і Г. Фантам провели дослідження африканського трипаносомоза і перші відрізнили Trypanosoma brucei rhodesiense (збудник родезійського варіанту хвороби) від Trypanosoma brucei gambiense (збудник гамбійського варіанту хвороби).
Стефенс описав один з людських видів малярії з роду Plasmodium, Plasmodium ovale, по зразку крові, взятому у хворого в Пачмархі (індійський штат Мадх'я-Прадеш) восени 1913 року. Він звернув увагу на те, що еритроцити, в яких перебував плазмодій, мають незвичну овальну форму, що й було відтворено у другій частині назви виду .
У Першій світовій війні був консультантом по малярії в званні підполковника в Медичному корпусі Королівської армії.
Упродовж 1927-1928 років був президентом Британського Королівського товариства тропічної медицини та гігієни.
Стефенс узяв шлюб у 1901 році, у них з дружиною було двоє синів.